# Alex Cora
José Alexander Cora (Caguas, Porto Rico, 18 de outubro de 1973) é um ex jogador profissional de beisebol e atual treinador do Boston Red Sox da Major League Baseball (MLB) dos Estados Unidos. Como atleta, ele atuou pelo Los Angeles Dodgers, Cleveland Indians, Boston Red Sox, New York Mets, Texas Rangers e Washington Nationals, de 1998 a 2011. Cora também foi analista para a ESPN e estudou na Universidade de Miami. Ele foi campeão da World Series como jogador dos Red Sox em 2007, como técnico assistente do Houston Astros em 2017, e como treinador do Red Sox em 2018.